# Sandy Martin
Sandy Martin (n. 3 martie 1950, New York City, New York, SUA) este o actriță, dramaturg, regizoare și producătoare americană. Este cunoscută pentru rolurile din filmul Napoleon Dynamite și din serialele Ray Donovan⁠(d), Sub soarele Philadelphiei⁠(d) și Dragoste mare⁠(d).

## Cariera
Martin și-a început cariera la 15 ani; este membru fondator al mai multor companii de teatru de succes din New York și Los Angeles. A adaptat scenariile mai multor piese de teatru și a lucrat ca producător asociat al mai multor producții TNT, inclusiv filmul Gettysburg (1993).
Rolurile de televiziune ale lui Martin includ interpretarea cumnatei lui Mickey Donovan, Sandy Patrick, în Ray Donovan⁠(d), o polițistă în 48 de ore, doamna Meredith în Un geniu autentic⁠(d), o victimă pe moarte în Prietenie pe muchie de cuțit⁠(d), Janice în Stâlp de cafenea⁠(d) și doamna Mac în Sub soarele Philadelphiei⁠(d). A apărut în filmele Fără apărare⁠(d), Luna de porțelan⁠(d), Speed, Napoleon Dynamite, Salsa in L.A.⁠(d) și Eu și Marley⁠(d). Martin a interpretat-o pe bunica Dynamite în Napoleon Dynamite și în versiunea animată a filmului. Martin a portretizat-o pe mama personajului lui Sam Rockwell, ofițerul Dixon, în Trei panouri publicitare lângă Ebbing, Missouri, din 2017.
Aceasta a interpretat-o pe secretara Verna în Dumbo; conform lui Martin, l-a întâlnit pe regizorul filmului, Tim Burton, în perioada când filma Viață de stafie prin intermediul prietenului ei, Glenn Shadix⁠(d), cel care l-a interpretat pe Otho în filmul lui Burton. Cei doi s-au reîntâlnit când Ben Davis, director de imagine atât pentru Trei panouri publicitare lângă Ebbing, Missouri, cât și pentru Dumbo, i-a sugerat lui Burton că Martin ar fi potrivită pentru rolul lui Verna. Aceasta a realizat dublajul pentru personajul Paguro în filmul companiei Pixar Luca.
În serialul HBO Dragoste mare⁠(d), Selma Green, personajul lui Martin, este fratele transexual al lui Roman Grant⁠(d), liderul unui cult, și prima soție a rivalului său, Hollis Green. Personajul Green a stârnit numeroase discuții pe forumurile fanilor din cauza modului în care au prezentat genul masculin, respectiv a relației neobișnuite pe care o are cu soțul ei.

## Filmografie

### Filme
| An   | Titlu                                     | Rol                     | Note                   |
| ---- | ----------------------------------------- | ----------------------- | ---------------------- |
| 1977 | False Face                                | Sandy                   | Și sub numele: Scalpel |
| 1977 | 2076 Olympiad                             | Shiela                  |                        |
| 1982 | 48 Hrs.                                   | Policewoman             |                        |
| 1985 | Real Genius                               | Mrs. Meredith           |                        |
| 1986 | Extremities                               | Officer Sudow           |                        |
| 1986 | Vendetta                                  | Kay Butler              |                        |
| 1987 | Daddy                                     | Ultrasound Receptionist |                        |
| 1987 | Barfly                                    | Janice                  |                        |
| 1991 | Defenseless                               | Judge                   |                        |
| 1994 | China Moon                                | Gun Saleswoman          |                        |
| 1994 | Speed                                     | Bartender               |                        |
| 1995 | Above Suspicion                           | Waitress                |                        |
| 1996 | Female Perversions                        | Trudy                   |                        |
| 1997 | Sparkler                                  | Ed                      |                        |
| 1998 | Krippendorf's Tribe                       | Nurse                   |                        |
| 1998 | They Come at Night                        | Hazel                   |                        |
| 1999 | Jawbreaker                                | Nurse                   |                        |
| 2000 | Marlene                                   | Louella Parsons         |                        |
| 2001 | One Night at McCool's                     | Bingo Vendor Woman      |                        |
| 2004 | Napoleon Dynamite                         | Grandma                 |                        |
| 2005 | Adam & Steve                              | Biker Chick             |                        |
| 2006 | Hot Tamale                                | Ed the Diner Cook       |                        |
| 2008 | The Great Buck Howard                     | Female Hotel Worker     |                        |
| 2008 | Lower Learning                            | Olympia Parpadelle      |                        |
| 2008 | Marley & Me                               | Lori                    |                        |
| 2009 | Archie's Final Project                    | Mrs. Ellis              |                        |
| 2010 | Beneath the Dark                          | Colleen                 |                        |
| 2010 | Pickin' & Grinnin'                        | Aunt Katie              |                        |
| 2012 | Sunset Stories                            | Stu                     |                        |
| 2012 | Seven Psychopaths                         | Tommy's Mother          | necreditat             |
| 2013 | Ass Backwards                             | Qwen                    |                        |
| 2013 | Lovelace                                  | Ticket Lady             |                        |
| 2014 | Some Kind of Beautiful                    | Susan Vale              |                        |
| 2016 | Stars Are Already Dead                    | Grandma                 |                        |
| 2017 | Three Billboards Outside Ebbing, Missouri | Momma Dixon             |                        |
| 2018 | The Head Thieves                          | Judy Castillo           |                        |
| 2019 | Dumbo                                     | Verna the Secretary     |                        |
| 2021 | Luca                                      | Grandma Paguro          |                        |

### Seriale
| An         | Titlu                               | Rol                             | Note                                                |
| ---------- | ----------------------------------- | ------------------------------- | --------------------------------------------------- |
| 1977, 1981 | Lou Grant                           | Gloria Lawder / Psych-Tech      | 2 episoade                                          |
| 1978       | The Gift of Love                    | Jan's Mother                    | Film de televiziune                                 |
| 1981       | Sizzle                              | Freda's Assistant               | Film de televiziune                                 |
| 1981       | The Patricia Neal Story             | 1st Woman                       | Film de televiziune                                 |
| 1982       | Farrell for the People              | Newswoman                       | Film de televiziune                                 |
| 1982       | One Shoe Makes It Murder            | Gloria                          | Film de televiziune                                 |
| 1982       | St. Elsewhere                       | Mrs. Lawson                     | Episodul: "Down's Syndrome"                         |
| 1982       | The Greatest American Hero          | Woman                           | Episodul: "The Resurrection of Carlini"             |
| 1982, 1984 | Hill Street Blues                   | Bailiff / Abigail Mizell        | 3 episoade                                          |
| 1983       | Carpool                             | Peggy Ryan                      | Film de televiziune                                 |
| 1983       | Scarecrow and Mrs. King             | Nurse Chapman                   | Episodul: "If Thoughts Could Kill"                  |
| 1984       | Falcon Crest                        | Floor Nurse                     | Episodul: "Sport of Kings"                          |
| 1984       | Matt Houston                        | Policewoman                     | Episodul: "The Secret Admirer"                      |
| 1984, 1988 | Night Court                         | Sister Mo / Woman               | 2 episoade                                          |
| 1985       | Hunter                              | Iris Balzer                     | Episodul: "Sniper"                                  |
| 1985       | Suburban Beat                       | Contata                         | Film de televiziune                                 |
| 1985       | The Twilight Zone                   | Lindy                           | 3 episoade                                          |
| 1986       | If Tomorrow Comes                   | Gladys (guard)                  | Episodul #1.1                                       |
| 1986       | Fresno                              | Middle Aged Woman               | Miniseria                                           |
| 1987       | The Gambler III                     | Mrs. Dickey                     | Film de televiziune                                 |
| 1987       | Designing Women                     | Hotel Manager                   | Episodul: "Stranded"                                |
| 1988       | Santa Barbara                       | Betty Grayson                   | Episodul #1.930                                     |
| 1988       | Little Girl Lost                    | Violet Young                    | Film de televiziune                                 |
| 1988       | Police Story: Cop Killer            | Mona Ramsey                     | Film de televiziune                                 |
| 1989       | Matlock                             | Manager                         | Episodul: "The Black Widow"                         |
| 1991       | Equal Justice                       | Advocate No. 2                  | Episodul: "Sleeping with the Enemy"                 |
| 1991       | Prison Stories: Women on the Inside | Counselor Pennell               | Film de televiziune                                 |
| 1993       | South of Sunset                     | Desk Sergeant                   | Episodul: "Newspaper Boy"                           |
| 1994       | Models Inc.                         | Female Police Officer           | Episodul: "Nothing Is as It Seems"                  |
| 1995       | Indictment: The McMartin Trial      | Deputy Phyllis                  | Film de televiziune                                 |
| 1996, 2001 | ER                                  | Sister Helen / Mrs. Zarian      | 2 episoade                                          |
| 1997       | On the Line                         | Bartender #1                    | Film de televiziune                                 |
| 1999       | Sliders                             | Shirley Montana                 | Episodul: "Net Worth"                               |
| 2000       | Providence                          | Female Minister                 | Episodul: "Do the Right Thing"                      |
| 2000       | Time of Your Life                   | Vinnie                          | Episodul: "The Time They Found a Solution"          |
| 2001       | Stranger Inside                     | Mrs. Johnny Cochran             | Film de televiziune                                 |
| 2001       | NYPD Blue                           | Annie                           | Episodul: "In-Laws, Outlaws"                        |
| 2001       | Days of Our Lives                   | Aunt Elsie                      | 2 episoade                                          |
| 2001, 2007 | CSI: Crime Scene Investigation      | Office Manager / Female Trucker | 2 episoade                                          |
| 2003       | Astro Boy                           | Abercrombie                     | Dublaj - versiunea engleză                          |
| 2003       | Strong Medicine                     | Iris Rawlings                   | Episodul: "Jeaneology"                              |
| 2004       | The Division                        | Marriage Counselor              | Episodul: "As I Was Going to St. Ives..."           |
| 2005       | Without a Trace                     | Iris Healy                      | Episodul: "Transitions"                             |
| 2005       | Desperate Housewives                | Woman #1                        | Episodul: "Children Will Listen"                    |
| 2005       | CSI: NY                             | Mrs. Collins                    | Episodul: "What You See Is What You See"            |
| 2005       | Nip/Tuck                            | Helen Holden                    | Episodul: "Sal Perri"                               |
| 2006–2021  | It's Always Sunny in Philadelphia   | Mrs. McDonald                   | 13 episoade                                         |
| 2007       | Cold Case                           | Karen Watson                    | Episodul: "The Good-Bye Room"                       |
| 2007       | Jericho                             | Mrs. Herbert                    | Episodul: "Coalition of the Willing"                |
| 2007       | Saving Grace                        | Sister Laura Marie              | Episodul: "Is There a Scarlet Letter on My Breast?" |
| 2007–2011  | Big Love                            | Selma Greene                    | 10 episoade                                         |
| 2008       | Speed Freaks                        | Cop                             | Film de televiziune                                 |
| 2009       | My Name Is Earl                     | Joy's Grandma                   | Episodul: "Darnell Outed: Part 1"                   |
| 2009       | The Unit                            | Woman with Cane                 | Episodul: "The Last Nazi"                           |
| 2009       | The Young and the Restless          | Jimmy                           | 5 episoade                                          |
| 2009       | Hot Sluts                           | Jackie                          | 5 episoade                                          |
| 2009       | Weeds                               | Doctor                          | Episodul: "Suck 'n' Spit"                           |
| 2010       | Warren the Ape                      | Agnes Osborn                    | Episodul: "Black Lotus"                             |
| 2010–2011  | Svetlana                            | Liam                            | 4 episoade                                          |
| 2011       | Shameless                           | Doctor                          | Episodul: "Three Boys"                              |
| 2011–2013  | Good Job, Thanks!                   | Barbara                         | 5 episoade                                          |
| 2012       | Napoleon Dynamite                   | Grandma                         | 6 episoade                                          |
| 2012       | Make It or Break It                 | Marge                           | Episodul: "Smells Like Winner"                      |
| 2012       | The Closer                          | Mrs. Wallingham                 | Episodul: "Last Rites"                              |
| 2012       | The New Normal                      | Miss Pepper                     | Episodul: "Sofa's Choice"                           |
| 2012       | Parenthood                          | Dog Breeder                     | Episodul: "Left Field"                              |
| 2012       | 2 Broke Girls                       | Ms. Pyle                        | Episodul: "And the Egg Special"                     |
| 2012       | Rizzoli & Isles                     | Kendra Dee                      | Episodul: "Virtual Love"                            |
| 2013       | Quick Draw                          | Ma Bender                       | Episodul: "Mail Order Bride"                        |
| 2013       | Dads                                | Ethel                           | Episodul: "Dad Abuse"                               |
| 2014       | Murder in the First                 | Sue Leonard                     | Episodul: "Pilot"                                   |
| 2014       | Perception                          | Shirley (Homeless Woman)        | Episodul: "Shiver"                                  |
| 2014–2017  | Hand of God                         | Randy                           | 10 episoade                                         |
| 2014–2017  | Playing House                       | Mary Pat Caruso                 | 6 episoade                                          |
| 2014–2019  | The Haves and the Have Nots         | Mama Rosa                       | 3 episoade                                          |
| 2015       | Blunt Talk                          | Motel Owner                     | Episodul: "Meth or No Meth, You Still Gotta Floss"  |
| 2015       | Transparent                         | Sandy                           | 2 episoade                                          |
| 2016       | Wander Over Yonder                  | Dorothy                         | Episodul: "The Family Reunion/The Rival"            |
| 2017       | OVER & OUT                          | Gert                            | Film de televiziune                                 |
| 2017       | Comrade Detective                   | Nikita's Landlady               | Episodul: "The Invisible Hand"                      |
| 2018       | Shooter                             | Adele Poole                     | Episodul: "Red Meat"                                |
| 2018       | Bravest Warriors                    | Dolores                         | Episodul: "The Crowd I'm Seeing"                    |
| 2018–2019  | Ray Donovan                         | Sandy Patrick                   | 13 episoade                                         |
| 2020       | Big City Greens                     | Gertie                          | Episodul: "Times Circle/Super Gramma!"              |
| 2021       | Mom                                 | Lillian                         | Episodul: "Vinyl Flooring and a Cartoon Bear"       |